# Nowy Lubliniec
Nowy Lubliniec est une localité polonaise de la gmina de Cieszanów, située dans le powiat de Lubaczów en voïvodie des Basses-Carpates.